# Amatori Wasken Lodi
L'Amatori Wasken Lodi (IPA: [amaˈtoːri ˈvasken ˈlɔːdi]; Amatori Hockey Lodi dal 1965 al 1996, Hockey Amatori Sporting Lodi dal 1999 al 2014), meglio noto come Amatori Lodi, è una società italiana di hockey su pista con sede a Lodi. I suoi colori sociali, ispirati allo stemma cittadino, sono il giallo e il rosso.
Costituito nel 1965, il club sospese l'attività nel 1996 e venne rifondato tre anni più tardi da un nuovo sodalizio che – pur non avendo legami formali con la vecchia compagine societaria – ne raccolse di fatto l'eredità, rilevandone il settore giovanile e adottandone la denominazione. Nel 2014 l'associazione confluì nella polisportiva lodigiana Club Wasken Boys, nata nel 1952; al nome della squadra fu aggiunta pertanto la parola «Wasken» (pronuncia: [ˈvasken]), alterazione del termine dialettale «vàsco», traducibile come «forte», «abile», «sagace».
Seppur tra alterne vicende, la formazione giallorossa è stata a lungo protagonista dell'hockey nazionale, aggiudicandosi quattro scudetti (1980-1981, 2016-2017, 2017-2018 e 2020-2021) nonché quattro Coppe Italia, due Supercoppe e una Coppa di Lega; a livello europeo ha conquistato una Coppa CERS (1986-1987) e una Coppa delle Coppe (1993-1994), disputando nel complesso sette finali di coppa e diventando l'unica squadra italiana ad aver raggiunto l'atto conclusivo di ciascuna delle quattro maggiori competizioni continentali per club. La figura più rappresentativa nella storia della società è Aldo Belli, attaccante capace di realizzare più di 1 300 reti in oltre vent'anni di carriera, il quale ha dato il proprio contributo pure come tecnico e dirigente, ricoprendo per alcune stagioni il doppio ruolo di atleta e allenatore; fra i giocatori che hanno vestito la maglia dell'Amatori Lodi si annovera anche il portoghese António Livramento, considerato uno degli hockeisti più talentuosi e carismatici di ogni epoca.
Seguito assiduamente da una tifoseria calorosa e appassionata, fra le più numerose in Europa nell'ambito delle discipline rotellistiche, il sodalizio giallorosso rappresenta – per titoli vinti e coinvolgimento popolare – la principale realtà sportiva della città di Lodi e del suo territorio, disponendo inoltre di un ampio settore giovanile che ha conseguito trofei e riconoscimenti su scala locale e nazionale.

## Storia

### Le origini
L'Amatori Hockey Lodi nacque nel 1965 per iniziativa di un gruppo di giovani appassionati di pattinaggio a rotelle e hockey su pista, coordinati dal cavalier Angelo Bajoni e dal professor Luigi Oliva; quest'ultimo fu prescelto quale presidente del nuovo sodalizio, che adottò il giallo e il rosso dello stemma cittadino come propri colori sociali. La squadra – iscrittasi al torneo regionale di Serie C, all'epoca il terzo e ultimo livello del campionato italiano – inizialmente si configurava come una sorta di succursale giovanile del più antico Hockey Club Lodi, che dal 1961 militava nella massima divisione nazionale con risultati incostanti. Il primo quintetto titolare dell'Amatori era composto dal portiere Giuseppe Asti, il quale aveva già maturato alcune esperienze nelle file dell'Hockey Club, e dagli esterni Paracchini, Postini, Carini e Viotti. L'attività agonistica di ambedue le compagini lodigiane si svolgeva presso la pista di pattinaggio all'aperto situata nel quartiere Revellino, a poca distanza dal ponte sull'Adda, che fu trasformata in arena coperta nel 1968 con il nome di PalaRiboni.
Trascorse alcune stagioni di apprendistato, la formazione giallorossa conseguì due promozioni consecutive, guadagnando l'accesso al campionato di Serie A nel 1969. Frattanto i bianconeri dell'Hockey Club Lodi – dopo avere raggiunto la finale dell'edizione inaugurale della Coppa Italia, persa contro il Novara – erano retrocessi in Serie B nel 1966, dando inizio a una lunga fase di declino: l'Amatori divenne dunque il principale sodalizio rotellistico della città.

### Gli anni settanta

Il difensore Marino Severgnini in azione

I primi due tornei di massima divisione disputati dai ragazzi lodigiani nel 1970 e nel 1971, entrambi conclusi con una differenza reti ampiamente negativa, videro i giallorossi classificarsi nell'ultima posizione utile a garantire la permanenza in categoria, seppur con un vantaggio rassicurante sulle inseguitrici. Il secondo anno di Serie A conobbe anche un avvicendamento alla conduzione del club: il fondatore Luigi Oliva lasciò il posto ad Aurelio Gasparini, che in seguito diventò noto tra i tifosi come «il Presidente» per antonomasia. Nelle stagioni successive – malgrado la nuova dirigenza avesse ingaggiato alcuni giocatori affermati, quali Gualtiero Bortolini, Sergio Franchi, Maurizio Righi e Franco Mora – la squadra stentò a migliorare, restando lontana dalle formazioni di vertice. Fece eccezione il campionato 1973, nel quale l'Amatori Lodi ottenne il 4º posto finale alle spalle di Novara, Laverda Breganze e Monza; i più accreditati biancorossi brianzoli, in particolare, per la seconda volta consecutiva uscirono sconfitti dal PalaRiboni con l'identico punteggio di 5-3. L'anno seguente fu invece più travagliato per i lodigiani: la formazione di Gasparini conseguì infatti la salvezza soltanto all'ultima giornata, in virtù del pareggio interno per 1-1 nello scontro diretto con il Centro Giovani Calciatori Viareggio. In quel periodo esordì il combattivo difensore Marino Severgnini, soprannominato «Hombre», che fu protagonista di una lunga carriera in giallorosso, diventando una "bandiera" del club al pari di Oliviero Dalceri; quest'ultimo fu il portiere titolare e il capitano della squadra per gran parte degli anni settanta, nonché uno dei primi esponenti dell'Amatori a essere convocato in nazionale con una certa continuità.
Una svolta significativa ebbe luogo nella primavera del 1976, a campionato in corso, quando il trentatreenne portoghese António Livramento – considerato uno degli atleti più forti e influenti nella storia dell'hockey – scelse la compagine laudense per compiere una nuova esperienza agonistica in Italia, dopo le due stagioni disputate con la maglia del Monza agli inizi del decennio; il giocatore lusitano guidò l'Amatori a un'insperata salvezza in rimonta, che creò le premesse per un'epoca più favorevole ai colori giallorossi. La presenza di Livramento – oltre ad accrescere la reputazione della società nello scenario rotellistico nazionale – attirò infatti sponsorizzazioni e pubblico, contribuendo in misura considerevole a trasformare l'hockey su pista nella disciplina sportiva più popolare fra i lodigiani. L'anno successivo il portoghese fece ritorno temporaneamente a Lisbona, al fine di preparare nella maniera ottimale la rassegna europea ospitata dal suo paese; frattanto i lombardi chiusero all'8º posto un campionato equilibrato e incerto, nel quale debuttò in prima squadra l'attaccante quattordicenne Aldo Belli, già messosi in evidenza con prestazioni convincenti nelle competizioni giovanili e nel torneo riserve.
António Livramento rientrò a Lodi nel 1978 per un'ultima stagione di militanza con la casacca giallorossa. Pur vincendo entrambi i derby con il Monza, in Serie A l'Amatori non fece meglio della 5ª posizione, accusando uno svantaggio di 6 punti dal Trissino scudettato; in Coppa Italia, invece, Dalceri e compagni guadagnarono la finale, contendendo il trofeo all'AFP Giovinazzo dell'emergente Pino Marzella. La gara d'andata, disputata in Puglia, vide i lodigiani portarsi sul doppio vantaggio grazie al portoghese e a Severgnini, per poi farsi raggiungere sul 2-2 nei minuti conclusivi della sfida; nella decisiva partita di ritorno, la formazione del presidente Gasparini si impose per 7-1 al PalaRiboni: una tripletta di Angelo Beltempo, una doppietta di Franchi, una rete di Belli e l'ultima segnatura in giallorosso di Livramento consegnarono all'Amatori Lodi il primo titolo della sua storia e la conseguente qualificazione in Coppa delle Coppe.
Nel 1979 la squadra laudense esordì dunque in ambito internazionale, debuttando nella seconda competizione europea per club con un pareggio interno per 4-4 contro i tedeschi dell'Iserlohn, poi battuti per 2-0 al ritorno; i giallorossi superarono anche i francesi del Coutras, ma dovettero poi cedere il passo in semifinale ai lusitani dell'Oeiras, avviati al terzo successo consecutivo nella manifestazione. In campionato l'Amatori si classificò a metà graduatoria, infliggendo nuovamente una duplice sconfitta al Monza, mentre la Coppa Italia non fu disputata. Nel frattempo la società fu rilevata da Gianni Carminati, il quale ingaggiò il talentuoso attaccante veneto Giulio Fona, proveniente dal Novara.

### Gli anni ottanta
Nel giugno del 1980 si concluse la prima stagione hockeistica svoltasi a cavallo di due anni solari, sul modello del calcio e degli altri principali sport di squadra; sotto la conduzione tecnica dell'ex giocatore giallorosso Franco Mora, i lodigiani si erano ritrovati per la prima volta a lottare per lo scudetto, terminando il torneo di Serie A in 2ª posizione con 5 lunghezze di ritardo dai biancoverdi dell'AFP Giovinazzo. In previsione dell'annata successiva, nella quale l'Amatori avrebbe dovuto prendere parte anche all'edizione inaugurale della Coppa CERS, la dirigenza rinforzò ulteriormente la squadra con l'estremo difensore della nazionale Francesco Fontana, che raggiunse a Lodi altri atleti quotati come Giancarlo Fantozzi e Fabio Rizzitelli; la coppia d'attacco formata da Aldo Belli e Giulio Fona completava l'organico insieme a Ettore Gasparini, Marino Severgnini, Ersilio Spiranelli, Rinaldo Uggeri e al secondo portiere Vittorio Gasparini, mentre l'incarico di allenatore fu affidato a Francesco Marchesini, noto per le sue approfondite conoscenze tattiche.
Le prime fasi del campionato 1980-1981 non arrisero ai lodigiani: dopo essere stati rimontati in casa sul 3-3 dalla Reggiana di Pino Marzella, il quale si era trasferito in Emilia per puntare al secondo titolo nazionale consecutivo, la compagine giallorossa subì un'inopinata sconfitta a Forte dei Marmi (4-2). I risultati avversi indussero il tecnico Marchesini a rassegnare le proprie dimissioni: al suo posto fu richiamato Mora, che debuttò con una larga affermazione sulla pista del Novara (9-2). Sospinto dalla vena realizzativa dei due attaccanti, l'Amatori Lodi inanellò poi cinque vittorie consecutive al termine del girone di andata, portandosi a un solo punto di distacco dalla Reggiana capolista; il secondo confronto diretto fra le due formazioni, disputato in occasione della prima giornata di ritorno, si concluse nuovamente in parità (2-2) grazie a una rete di Belli a pochi minuti dalla fine. I giallorossi raggiunsero gli emiliani in vetta alla classifica dopo la partita seguente, per poi tornare subito in svantaggio e infine superare i rivali in virtù della vittoria interna per 4-3 sul Laverda Breganze, in cui il diciottenne lodigiano mise a segno una doppietta. Frattanto le due squadre erano impegnate anche in Coppa CERS, dove furono entrambe eliminate in semifinale. Il duello si protrasse sino all'ultima giornata di Serie A: l'Amatori arrivò alla sfida decisiva, in programma a Gorizia contro la formazione locale, con una lunghezza di margine sui reggiani. Davanti a oltre un migliaio di propri sostenitori giunti da Lodi, i giallorossi si imposero per 4-1 con marcature di Belli (doppietta), Fona e Fantozzi, assicurandosi così il loro primo scudetto.
Il titolo italiano offrì al club laudense la possibilità di partecipare alla Coppa dei Campioni 1981-1982: dopo aver battuto gli inglesi del Southsea negli ottavi e gli olandesi del Lichtstad nei quarti, l'Amatori prevalse anche in semifinale sulla compagine catalana del Noia, ponendo rimedio con un 8-4 interno alla sconfitta patita nella gara d'andata. I giallorossi – che affrontarono la stagione con un organico parzialmente rinnovato, a causa della partenza del capitano Giulio Fona – dovettero però soccombere in finale di fronte al Barcellona, che conquistò il trofeo aggiudicandosi entrambe le sfide (4-1 in casa e 6-4 al Revellino). In ambito nazionale, Severgnini e compagni non seppero confermare il rendimento dell'annata precedente: in Serie A i lodigiani si piazzarono al 4º posto, cedendo il tricolore alla Reggiana.
Il campionato 1982-1983 fu contraddistinto dall'introduzione dei play-off; i giallorossi – seppur privi di Aldo Belli, trasferitosi per una sola stagione al più ambizioso Novara – conclusero la fase regolare in 2ª posizione, alle spalle dell'emergente Amatori Vercelli. Le due squadre si ritrovarono nella finale scudetto al meglio delle tre partite: la gara decisiva vide i lombardi condurre per 2-1 sino a trenta secondi dalla fine, quando una rete di Daniel Martinazzo riportò la contesa in parità. Come prescritto dal regolamento dell'epoca, il titolo fu assegnato con un incontro in campo neutro, disputato a Viareggio e vinto nettamente dai vercellesi con il punteggio di 6-1.
Negli anni successivi l'Amatori Lodi consolidò la propria presenza fra le compagini di vertice dell'hockey italiano, qualificandosi con costanza ai play-off scudetto e alla Coppa CERS, senza tuttavia conseguire risultati di eccellenza: fra il 1984 e il 1986 il club del presidente Carminati non raggiunse la finale in alcuna competizione. Nel frattempo la formazione giallorossa visse alcuni avvicendamenti: dopo il ritiro di Severgnini dall'attività agonistica, fu ingaggiato il possente difensore brianzolo Roberto Citterio; in quel periodo arrivarono in città anche Carlos Coria, Jorge Alfredo Luz, il capitano della nazionale portoghese Víctor Rosado e il suo conterraneo Miguel Rocha, valente tiratore dalla distanza, mentre il portiere Fontana fu sostituito da Roberto Saccò.

Il preparatore atletico Giorgio Granati e l'attaccante portoghese Miguel Rocha con la Coppa CERS vinta dall'Amatori Lodi nel 1986-1987

Il rendimento della squadra migliorò nel 1986-1987: i lodigiani, allenati dall'ex giocatore scudettato Rinaldo Uggeri in veste di tecnico e da Giorgio Granati come preparatore atletico, tornarono infatti a disputare l'atto conclusivo della Coppa Italia dopo quasi un decennio di assenza, venendo però sopraffatti dal Novara. Nella medesima stagione l'Amatori colse inoltre la prima affermazione internazionale della sua storia, aggiudicandosi la Coppa CERS; superati Carhaix, Gazinet-Cestas e Tordera, Aldo Belli e compagni sfidarono in finale il Noia, già battuto cinque anni prima nella massima manifestazione continentale. Dopo essere usciti sconfitti dalla pista di Sant Sadurní con il punteggio di 7-5, contenendo il passivo in virtù di due reti segnate nelle ultime fasi della partita, i giallorossi riuscirono a ribaltare il risultato nella gara di ritorno, imponendosi per 6-3 grazie a una tripletta di Belli, una doppietta di Rocha e una marcatura di Citterio.
Gli spagnoli ottennero la rivincita dodici mesi più tardi, prevalendo sui laudensi nella finale della Coppa delle Coppe 1987-1988. Frattanto l'Amatori aveva chiuso in 10ª posizione il campionato di quell'anno, i cui incontri si erano svolti eccezionalmente sulla durata di 60 minuti effettivi, fallendo per la prima volta l'accesso ai play-off; la stagione seguente vide la squadra di Lodi – ormai separatasi da Rocha, ceduto al Reus Deportiu – classificarsi al 5º posto in Serie A1, prima di essere eliminata dal Seregno ai quarti del torneo per lo scudetto.
Nell'estate del 1989, il nuovo presidente Mazzuccato rilanciò le ambizioni del club – che era in procinto di trasferire la sede dei propri incontri interni presso il più moderno e capiente PalaCastellotti – portando in città l'acclamato attaccante Pino Marzella, due volte campione del mondo con la nazionale azzurra.

### Gli anni novanta
Le prestazioni della compagine giallorossa, nel corso dell'annata che si concluse nella primavera del 1990, furono inferiori alle aspettative: l'intesa fra Belli e Marzella, in particolare, non crebbe come auspicato, sicché il giocatore pugliese lasciò l'Amatori alla fine della stagione. In campionato Citterio e compagni, malgrado fossero annoverati fra i principali favoriti per il titolo, furono battuti in semifinale dopo aver terminato la fase regolare in 4ª posizione, mentre in Coppa CERS si fermarono agli ottavi per effetto della disfatta di Novara (10-1), che rese vana la brillante vittoria per 5-0 conseguita nella gara d'andata contro i piemontesi.
Nel 1990-1991, in virtù del ritorno in Serie A1 dell'Hockey Club Lodi, in città furono disputati i primi due derby a livello di massima divisione, che furono entrambi appannaggio dei giallorossi. Nel complesso i risultati dell'Amatori non si dimostrarono migliori rispetto a quelli della stagione antecedente: la formazione del presidente Mazzuccato, infatti, uscì agli ottavi in Coppa CERS e ai quarti nei play-off scudetto. L'anno successivo vide Belli e compagni concentrare le proprie energie sulla terza competizione europea: dopo aver eliminato Montreux e Mönchengladbach, i lodigiani giunsero in semifinale, dove furono nuovamente sconfitti dai novaresi. In quel periodo l'organico giallorosso conobbe un deciso rinnovamento grazie agli arrivi di Riccardo Baffelli, Pierluigi Bresciani, Mauro Cinquini, Alessandro Cupisti e Osvaldo Gonella, nonché dei due fratelli Alessandro e Mirko Bertolucci.
La stagione 1992-1993 fu caratterizzata da un lungo e intenso duello fra l'Amatori Lodi e il Novara. Lombardi e piemontesi chiusero la fase regolare di Serie A1 appaiati in vetta alla graduatoria; inoltre le due squadre si incontrarono tanto nell'atto conclusivo della Coppa Italia, disputato in gara unica al PalaCastellotti, quanto nella serie finale dei play-off per il titolo nazionale, appuntamento cui i giallorossi si ripresentarono a dieci anni di distanza dall'unica esperienza precedente: in entrambe le circostanze prevalsero però gli azzurri, lasciando così al sodalizio lodigiano un duplice piazzamento di rincalzo.
A causa del double conseguito dai novaresi, l'Amatori acquisì il diritto di prendere parte alla Coppa delle Coppe 1993-1994. Nei quarti di finale del torneo, la formazione laudense – diretta in panchina da Franco Mora, il tecnico del primo scudetto – fronteggiò il Benfica: usciti sconfitti da Lisbona per 6-4, i giallorossi si imposero al ritorno con il punteggio di 8-2, guadagnandosi il passaggio del turno grazie a una notevole prova corale e a una delle migliori prestazioni in carriera di Aldo Belli, autore di una rete con un «tiro sottogamba». Dopo aver estromesso anche il Walsum con una vittoria interna (6-2) e un pareggio in trasferta (1-1), la squadra di Mora contese il trofeo agli spagnoli del Voltregà: i lodigiani si affermarono per 4-3 a Sant Hipòlit e per 6-2 sulla pista di casa, aggiudicandosi davanti ai propri sostenitori il secondo titolo internazionale della loro storia.
Disputando l'edizione seguente della Supercoppa d'Europa, persa contro l'Igualada, l'Amatori divenne l'unica società italiana ad aver raggiunto la finale di ciascuna delle quattro maggiori competizioni continentali. I giallorossi furono inoltre ammessi alla Coppa delle Coppe 1994-1995 in qualità di detentori, avvicinandosi di nuovo al successo: Belli e compagni superarono dapprima lo Sporting Clube de Portugal allenato da Livramento e poi il Ginevra in virtù di quattro nette vittorie, ma nel confronto decisivo dovettero capitolare dinanzi al Roller Monza. La stagione 1995-1996 vide l'Amatori arrivare per la terza volta consecutiva all'atto conclusivo della seconda manifestazione europea, dove la compagine laudense fu sconfitta dai biancoverdi del Liceo La Coruña soltanto ai tiri di rigore; dopo aver perso per 3-1 anche la finale della Coppa Italia contro il Novara, in campionato i giallorossi si classificarono in 3ª posizione, al pari dell'anno precedente.
Nell'estate del 1996, la Federazione Italiana Hockey e Pattinaggio sanzionò la società con l'esclusione da tutte le competizioni, presumendola oggettivamente responsabile delle inadempienze economiche del comitato lodigiano a cui era stata affidata l'organizzazione dei campionati europei per nazioni disputati al PalaCastellotti nel 1990; contestualmente anche l'Hockey Club Lodi cessò a sua volta la propria attività a causa di difficoltà finanziarie, dopo essere retrocesso nel torneo cadetto. Dalle ceneri dell'Amatori nacque immediatamente un nuovo sodalizio denominato Roller Lodi, il quale ereditò la gestione delle formazioni giovanili giallorosse, concentrando le proprie risorse unicamente sul vivaio.
La società fu rifondata nel luglio del 1999 con il nome di Hockey Amatori Sporting Lodi, a seguito del perfezionamento della fusione fra il medesimo Roller Lodi e lo Sporting 93, un'altra compagine cittadina che dal 1997 militava nel massimo campionato nazionale; Aldo Belli fu uno dei principali artefici della rinascita dell'Amatori insieme a Severino Bianchetti, Raoul Frugoni e Fulvio D'Attanasio, già dirigenti del Roller. La squadra disponeva del diritto di prendere parte al torneo di Serie A2.

### Gli anni duemila
Nel 2000, con Belli nelle vesti di tecnico e non più di atleta, i lodigiani fallirono la prima opportunità di fare ritorno nella massima categoria, perdendo lo spareggio promozione contro la Rotellistica Novara. Le tre annate successive videro i giallorossi piazzarsi sempre fra la 2ª e la 3ª posizione del campionato cadetto; nel 2002-2003, in particolare, l'Amatori fu sconfitto dal CGC Viareggio nel play-out interdivisionale che assegnava un posto in Serie A1.
La stagione 2003-2004 si rivelò cruciale. Al termine del girone d'andata la formazione lombarda si trovava in fondo alla graduatoria, rischiando dunque la retrocessione nel torneo di terzo livello; allo scopo di provare a risollevare le sorti della squadra, l'allenatore quarantunenne Aldo Belli decise di riprendere a giocare, imitato dagli ex compagni Roberto Citterio e Osvaldo Gonella. Guidato dal trio di veterani, l'Amatori portò a compimento una faticosa rimonta: oltre a conseguire la salvezza, i lodigiani colsero in extremis la 4ª posizione, guadagnandosi così la possibilità di disputare lo spareggio interdivisionale contro il Gorizia, 11º classificato in Serie A1. La contesa – articolata al meglio delle tre partite – si protrasse sino all'ultima gara, in programma sulla pista di casa dei friulani, dove ventitré anni prima i giallorossi avevano conquistato lo scudetto: grazie a una rete di Gilardoni e alle due doppiette messe a segno da Belli e Gonella, l'Amatori Lodi prevalse per 5-4 ai tempi supplementari, ottenendo la promozione nel massimo campionato dopo otto stagioni di assenza.
In previsione del torneo di Serie A1 2004-2005, la dirigenza decise di affidare la conduzione della squadra a Nino Caricato, allontanando quindi Aldo Belli; la compagine giallorossa – composta prevalentemente da atleti di modesta esperienza, capitanati dal lodigiano Luca Giaroni – conobbe un anno oltremodo tribolato e si assicurò la permanenza in categoria soltanto ai play-out, in forza di una duplice affermazione sul Molfetta. Il campionato successivo vide l'Amatori raccogliere solamente 13 punti, classificandosi in ultima posizione sotto la guida tecnica di Andrea Perin, il quale aveva sostituito in corso d'opera l'ex difensore Roberto Citterio; la conseguente retrocessione fu tuttavia annullata per effetto di un ripescaggio determinato dalla necessità di completare il novero delle società iscritte alla massima divisione. Nel 2006-2007 – dopo aver preso parte all'edizione sperimentale della Coppa del mondo per club, svoltasi in Angola – la formazione lombarda concluse la stagione regolare al 9º posto.
L'estate successiva, con l'obiettivo di riavvicinarsi ai vertici dell'hockey nazionale, il sodalizio reclutò Alan Karam, Franco Polverini e il titolato allenatore-giocatore Roberto Crudeli, il quale aveva già indossato la casacca giallorossa nel 1995-1996. I primi risultati furono incoraggianti: la compagine laudense raggiunse la finale della Coppa Italia 2007-2008, soccombendo dinanzi agli ex campioni d'Europa del Follonica; in Serie A1 l'Amatori si piazzò invece in 7ª posizione, ritornando a qualificarsi ai play-off scudetto e alle competizioni continentali dopo oltre un decennio. Nel dicembre del 2008, mentre i lodigiani occupavano l'ultimo posto in classifica, il presidente D'Attanasio si risolse a richiamare Aldo Belli alla direzione della squadra; Crudeli cedette le mansioni di tecnico all'ex attaccante, rimanendo a disposizione come semplice atleta per il resto dell'annata agonistica. Polverini e compagni migliorarono progressivamente il loro rendimento nell'arco della stagione, conseguendo la salvezza all'ultima giornata; in precedenza i giallorossi avevano debuttato in Supercoppa italiana, perdendo ai tempi supplementari contro i maremmani, ed erano stati eliminati al primo turno in Coppa CERS.

### Gli anni duemiladieci
Il 2010 vide l'Amatori Lodi – ancora ringiovanito nell'organico – aggiudicarsi un'edizione speciale della Coppa di Lega, promossa con la finalità di sperimentare il nuovo regolamento internazionale dell'hockey su pista, entrato in vigore pochi mesi prima. Dopo un avvio negativo, in Serie A1 la formazione di Belli chiuse la fase regolare con 3 punti di distacco dalla vetta della graduatoria, capitolando poi in semifinale nei play-off scudetto; in ambito europeo, il percorso dei lombardi si fermò agli ottavi del torneo continentale minore, per effetto di una sconfitta di stretta misura patita sulla pista dell'Igualada. Nel 2010-2011 le prestazioni dei giallorossi ricalcarono quelle dell'annata precedente: in particolare, a dispetto del successo interno per 7-5 contro i futuri campioni del Benfica, la squadra non riuscì a oltrepassare il secondo turno della Coppa CERS. In estate la dirigenza dispose un avvicendamento alla conduzione tecnica del club, separandosi nuovamente da Aldo Belli per assegnare l'incarico di allenatore a Pino Marzella.
Nella parte iniziale della stagione successiva, l'Amatori conquistò la Coppa Italia in virtù di otto vittorie in altrettanti incontri. Dopo aver superato il primo gruppo di qualificazione, i giallorossi si affermarono anche nel girone di semifinale sconfiggendo il Breganze, il Forte dei Marmi di Roberto Crudeli e il Marzotto Valdagno detentore della Supercoppa. La doppia sfida conclusiva fra i lodigiani e il Bassano si trasformò in una festa dello sport, grazie anche al gemellaggio che da trent'anni univa le tifoserie delle due squadre: la formazione di Marzella ipotecò il successo già nella gara di andata, imponendosi in trasferta con il punteggio di 7-3 in forza di una buona prova collettiva, coronata dalle quattro reti di Valerio Antezza – miglior realizzatore del torneo – e dalla tripletta di Ariel Romero; nella partita di ritorno, disputata al PalaCastellotti davanti a circa 3 000 spettatori, la compagine laudense confermò la propria superiorità aggiudicandosi il confronto per 5-4. L'Amatori primeggiò pure in campionato, portando a termine la stagione regolare con un cospicuo margine di vantaggio sulle inseguitrici; i giallorossi accusarono tuttavia un crollo inopinato nei play-off, dove furono eliminati in semifinale per mano dei valdagnesi. Nello stesso anno i lombardi presero parte alla principale competizione europea per club: dopo essersi classificato al 2º posto nel raggruppamento che comprendeva anche Benfica, Iserlohn e Vic, prevalendo in tutte le partite interne, il sodalizio lodigiano organizzò la final eight del torneo sulla pista di casa, dove Antezza e compagni soccombettero nei quarti di fronte al Reus Deportiu (3-1).

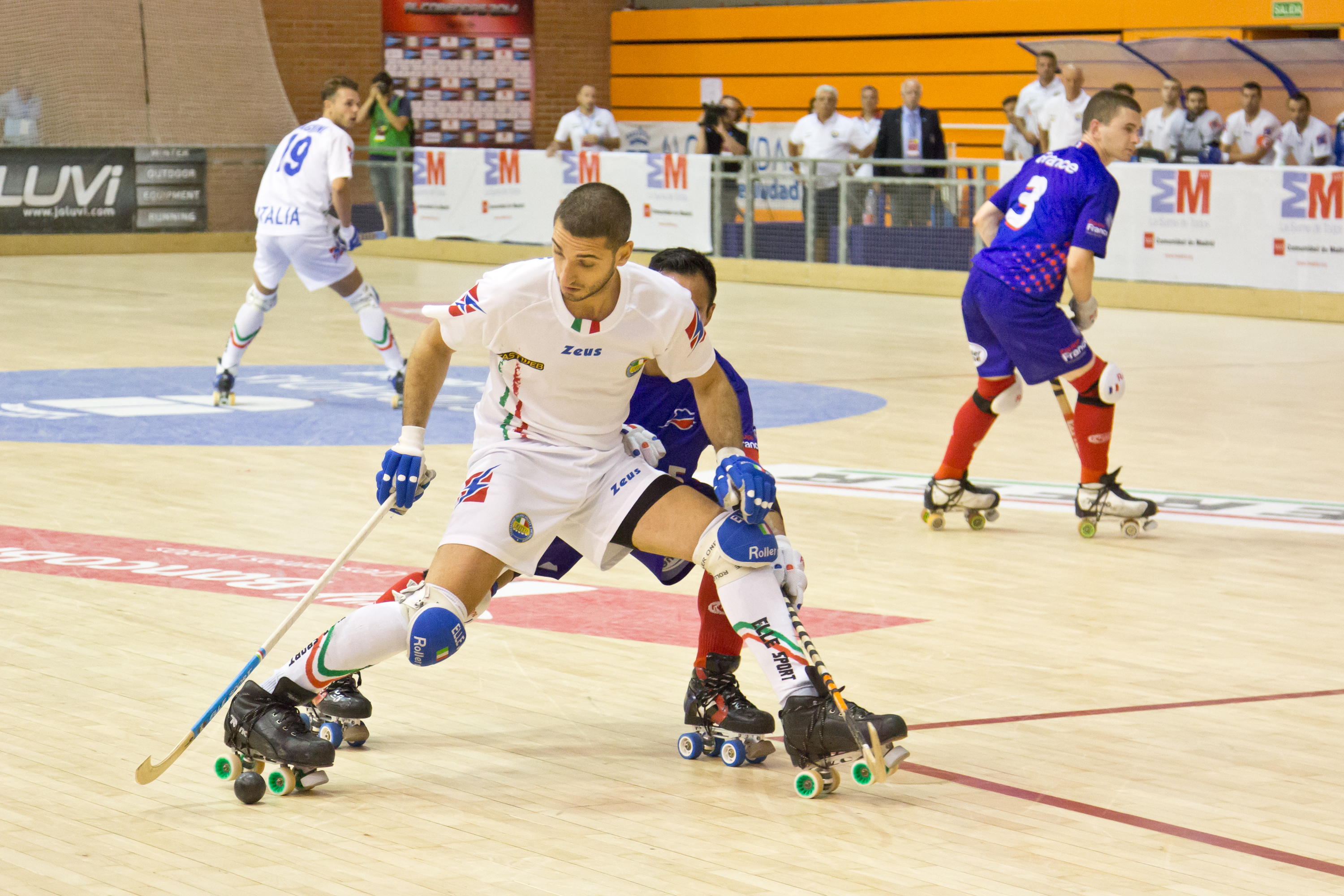
Domenico Illuzzi, qui ritratto con la divisa della nazionale, ha vinto tre scudetti, due Coppe Italia e due Supercoppe italiane come capitano dell'Amatori Lodi

La stagione 2012-2013, inaugurata dalla sconfitta in Supercoppa italiana contro il Valdagno, segnò l'inizio di un biennio contraddistinto da gravi difficoltà di natura economica, che determinarono numerosi rimaneggiamenti nell'organico della squadra e un drastico ridimensionamento degli obiettivi agonistici. A metà campionato, la società sostituì il tecnico Pino Marzella con Pierluigi Bresciani, il quale condusse la formazione laudense sino alla semifinale dei play-off scudetto. L'annata seguente vide Aldo Belli fare ritorno sulla panchina giallorossa, rifiutando ogni compenso; l'ex attaccante si pose alla guida di un gruppo di giovani atleti capitanato dal nazionale azzurro Domenico Illuzzi, che indossava la casacca dell'Amatori dal 2012. I lombardi colsero la 10ª posizione in Serie A1, mentre in Eurolega furono estromessi nella fase a gironi per la seconda volta consecutiva.
Il sodalizio riacquisì solidità finanziaria nell'estate del 2014, allorché i suoi diritti furono rilevati dalla società polisportiva lodigiana Club Wasken Boys, fondata nel 1952 e già attiva nell'ambito di svariate discipline, tra cui calcio, ciclismo, nuoto, pallanuoto, pallavolo, bocce e scacchi; nella denominazione della squadra entrò pertanto la parola «Wasken» (pronuncia: [ˈvasken]), anglicizzazione del vocabolo dialettale «vàsco», traducibile come «abile», «sagace», «vincente». L'ex giocatore e allenatore giallorosso Roberto Citterio fu designato quale presidente della sezione hockeistica. L'Amatori concluse il campionato seguente al 9º posto, fallendo la qualificazione ai play-off all'ultima giornata; a fine stagione Belli si dimise, succeduto da Paolo De Rinaldis.
La giovane formazione lodigiana conquistò a sorpresa la Coppa Italia 2015-2016, imponendosi nella final eight a eliminazione diretta disputata al PalaForte. Dopo aver battuto le più accreditate CGC Viareggio (4-3) e Breganze (5-3), Illuzzi e compagni prevalsero per 5-2 sul Bassano nell'incontro decisivo: la doppietta di Franco Platero e le reti di Andrea Malagoli, Alessandro Verona e Federico Ambrosio fruttarono all'Amatori la terza coccarda tricolore della sua storia; fra i principali artefici della vittoria si annoverano inoltre il portiere Adrià Català e l'esterno Francesco De Rinaldis, figlio dell'allenatore. I risultati della squadra superarono le aspettative anche in Serie A1: malgrado un avvio incostante, nel girone di ritorno i giallorossi si inserirono nella lotta per il primato, chiudendo la fase regolare in 3ª posizione e raggiungendo poi il favorito Forte dei Marmi nella finale dei play-off, articolata sulla distanza delle cinque partite. La compagine laudense si aggiudicò due delle prime tre sfide, guadagnandosi dunque l'opportunità di vincere il titolo nazionale nel quarto incontro, programmato al PalaCastellotti: sulla pista di casa l'Amatori rimase a lungo in vantaggio prima di subire la rimonta dei versiliesi, completata dalla doppietta di Pedro Gil negli ultimi due minuti di gioco (5-4); in seguito, la quinta gara fu anch'essa appannaggio dei rossoblù toscani, che conseguirono così il loro terzo scudetto consecutivo. La squadra di De Rinaldis partecipò altresì alla Coppa CERS, abbandonando la competizione ai quarti di finale.
Finale dei play-off scudetto 2016-2017, gara-5

Forte dei Marmi, PalaForte, 20 giugno 2017, ore 20:45 CEST
 Forte dei Marmi 3

 Amatori Lodi 4

dopo i tiri di rigore

(1-1 dopo i tempi regolamentari e supplementari)
Forte dei Marmi: Gnata, Torner, G. Romero, Orlandi, M. Pagnini; entrati: De Oro, D. Motaran, E. Cinquini; non entrati: Maggi, Stagi. Allenatore: Bresciani

Amatori Lodi: Català, F. Platero, Illuzzi, G. Cocco, A. Verona; entrati: Ambrosio, Maremmani; non entrati: Coppola, Bergamaschi, M. Verona. Allenatore: Resende

Arbitri: Ferrari (Viareggio) e Galoppi (Follonica)

Marcatori:  6'28" Torner,  12'09" A. Verona

Sequenza dei rigori:  G. Cocco,  Torner,  F. Platero,  G. Romero,  Illuzzi,  E. Cinquini,  A. Verona,  D. Motaran,  Ambrosio,  Orlandi;  F. Platero,  Torner;  Ambrosio,  D. Motaran;  A. Verona,  Orlandi;  Illuzzi,  De Oro

Espulsioni temporanee: De Oro

Falli di squadra: 9-9

Spettatori: 1 300 circa
L'anno successivo si aprì con l'affermazione in Supercoppa italiana: guidati dal tecnico portoghese Nuno Resende, i giallorossi si imposero nel doppio confronto con il Forte dei Marmi, avvalendosi del contributo dei due nuovi acquisti Giulio Cocco e Giacomo Maremmani nonché delle qualità realizzative di Federico Ambrosio, autore di tre reti fra andata (2-2) e ritorno (5-4). Lodigiani e versiliesi tornarono a duellare anche in campionato alternandosi più volte al comando della classifica, che vide infine primeggiare i rossoblù con un margine esiguo. Dopo essere state entrambe estromesse ai quarti di Eurolega, le due formazioni si incontrarono ancora nell'atto conclusivo dei play-off, dove l'Amatori era giunto uscendo vincitore da un'aspra contesa in semifinale contro il CGC Viareggio ed evitando l'eliminazione grazie a un successo per 6-0 al PalaBarsacchi. La sfida decisiva fra i giallorossi e i fortemarmini ebbe inizio con un 5-4 interno a favore degli uomini di Resende; i toscani si aggiudicarono le due gare seguenti per 6-1 e 3-2, capitolando poi nuovamente a Lodi con il punteggio di 6-1. Si pervenne così alla quinta partita della serie, da disputarsi in Versilia: i padroni di casa si portarono in vantaggio con Enric Torner, ma Alessandro Verona ristabilì rapidamente un equilibrio che si protrasse sino al termine dei tempi supplementari. Allo scopo di dirimere la situazione di parità, si rese necessaria una sequenza di diciotto tiri di rigore: una segnatura di Domenico Illuzzi e una parata di Adrià Català risultarono infine determinanti per consegnare all'Amatori il suo secondo scudetto, a trentasei anni di distanza dall'unico titolo precedente.
Il confronto serrato con i rossoblù proseguì nella stagione 2017-2018: in Supercoppa la vittoria arrise al Forte dei Marmi, mentre i giallorossi – in virtù del successo riportato nello scontro diretto, previsto all'ultima giornata del torneo – conseguirono il primato nella fase regolare della Serie A1. Dopo aver eliminato HRC Monza e CGC Viareggio, battute rispettivamente per 10-3 e 11-3 nei due incontri decisivi, la formazione di Resende guadagnò la finale dei play-off, dove i lodigiani ritrovarono Torner e compagni per la terza annata consecutiva: prevalendo dapprima per 5-3, poi per 2-1 e infine ancora per 5-3 ai tempi supplementari, l'Amatori chiuse la serie in tre partite e si confermò campione d'Italia. Alla nuova affermazione della squadra fornì il proprio apporto anche il difensore lusitano Luís Querido insieme ai giovani attaccanti Francesco Compagno, Mattia Gori e Gonçalo Pinto, i quali erano stati chiamati a rimpiazzare Ambrosio, Platero e Maremmani. Nella massima competizione europea i giallorossi non oltrepassarono il girone di qualificazione ai quarti di finale, malgrado la vittoria interna per 7-4 contro lo Sporting CP di Pedro Gil.
Ceduti Català, Cocco e Pinto, i lodigiani avviarono l'annata seguente regolando il Follonica nella doppia sfida che assegnò la Supercoppa italiana 2018. Dopo aver portato a termine la fase regolare del campionato in vetta alla classifica e senza alcuna sconfitta, gli uomini di Resende – penalizzati dall'infortunio occorso ad Alessandro Verona – cedettero il passo ai viareggini nella semifinale dei play-off; in ambito internazionale, il cammino di Illuzzi e compagni si arrestò ai quarti di Eurolega di fronte ai biancoverdi di Lisbona, futuri vincitori del titolo continentale. A fine stagione Roberto Citterio lasciò la conduzione della società a Gianni Blanchetti, già vicepresidente del club.

### Gli anni duemilaventi
Nel febbraio del 2020, poco prima che la pandemia di COVID-19 investisse l'Italia e gli altri Paesi occidentali, i giallorossi superarono lo Sporting CP per 5-1 grazie a una tripletta di Lucas Martínez e a una doppietta di Domenico Illuzzi, qualificandosi con un turno di anticipo ai quarti di finale di Eurolega ed eliminando i portoghesi dal torneo. L'emergenza sanitaria condizionò pesantemente il prosieguo dell'annata: tutte le principali manifestazioni rotellistiche, compreso il campionato di Serie A1 che vedeva la compagine laudense al comando della graduatoria, furono dapprima sospese e poi dichiarate concluse senza l'assegnazione di trofei.
La stagione 2020-2021, disputata quasi interamente a porte chiuse in ragione delle misure di contenimento dei contagi, fu caratterizzata dal ritorno in veste di allenatore di Pierluigi Bresciani, accompagnato dai nuovi acquisti Elia Cinquini, Alberto Greco, Jordi Méndez ed Enric Torner. L'avvicendamento si dimostrò una scelta proficua: malgrado l'assenza obbligata della calorosa tifoseria lodigiana, l'Amatori riuscì infatti ad aggiudicarsi sia il massimo campionato nazionale sia la Coppa Italia, realizzando così il primo double della sua storia. In Serie A1 – dopo aver colto la 2ª posizione nella fase regolare – Illuzzi e compagni migliorarono il proprio rendimento nel corso dei play-off, infilando otto vittorie su dieci incontri; la partita decisiva della finale scudetto, che propose un altro convulso duello con il Forte dei Marmi, vide i giallorossi riconquistare il titolo imponendosi sulla pista avversaria con il punteggio di 3-2. La coccarda tricolore era tornata appannaggio della società lombarda poche settimane prima: nell'atto conclusivo della manifestazione – svoltosi anch'esso al PalaForte – la squadra di Bresciani aveva sconfitto i rossoblù ai tiri di rigore, traendo un vantaggio risolutivo dagli interventi dei due portieri laudensi Valentín Grimalt e Riccardo Porchera.
Le fasi di preparazione dell'annata successiva furono segnate dalla partenza di Domenico Illuzzi, capitano e leader carismatico dell'Amatori da quasi un decennio, il quale lasciò inaspettatamente Lodi per abbracciare il progetto più ambizioso del Forte dei Marmi. Avendo ceduto anche Cinquini e Compagno, il club giallorosso si presentò al via delle competizioni senza particolari propositi di successo; nondimeno, dopo essere usciti battuti dal doppio confronto che consegnò la Supercoppa ai versiliesi, nel corso della stagione gli uomini di Bresciani si rivelarono superiori a molte formazioni più quotate, confermando il 2º posto del campionato precedente e raggiungendo la finale dei play-off scudetto, vinta poi dal Trissino. In campo internazionale, la compagine lombarda fu invece estromessa dall'Eurolega nella fase a gironi.
A dispetto di un ulteriore profondo rimaneggiamento al roster della squadra, i lodigiani seppero conseguire l'accesso all'atto conclusivo della Coppa Italia 2022-2023, dove furono sconfitti ai tiri di rigore per mano dei trissinesi. Grimalt e compagni si dimostrarono competitivi anche nelle altre manifestazioni, guadagnando la 2ª posizione in Serie A1, la semifinale dei play-off e la qualificazione al tabellone principale della rinnovata WSE Champions League.

## Cronistoria
| Cronistoria dell'Amatori Lodi |
| --- |
| - 1965 – Nasce l'Amatori Hockey Lodi; la squadra si iscrive al campionato di Serie C, organizzato su base regionale - 1966 – Serie C - 1967 – Serie C - 1968 – Serie C. Promosso in Serie B - 1969 – Serie B. Promosso in Serie A - 1970 – 8º in Serie A - 1971 – 10º in Serie A - 1972 – 8º in Serie A - 1973 – 4º in Serie A - 1974 – 10º in Serie A - 1975 – 6º in Serie A - 1976 – 10º in Serie A Eliminato ai quarti di finale di Coppa Italia - 1977 – 8º in Serie A - 1978 – 5º in Serie A Vince la Coppa Italia (1º titolo) - 1979 – 8º in Serie A Eliminato in semifinale di Coppa delle Coppe - 1979-1980 – 2º in Serie A - 1980-1981 – 1º in Serie A. Campione d'Italia (1º titolo) Eliminato in semifinale di Coppa CERS - 1981-1982 – 4º in Serie A Finalista in Coppa dei Campioni - 1982-1983 – 2º in Serie A, finalista nei play-off scudetto Eliminato in semifinale di Coppa Italia - 1983-1984 – 5º in Serie A1, eliminato in semifinale nei play-off scudetto Eliminato ai quarti di finale di Coppa Italia Eliminato ai quarti di finale di Coppa CERS - 1984-1985 – 7º in Serie A1, eliminato ai quarti di finale dei play-off scudetto Eliminato agli ottavi di finale della Coppa Italia Eliminato al primo turno di Coppa CERS - 1985-1986 – 4º in Serie A1, eliminato in semifinale nei play-off scudetto Eliminato in semifinale di Coppa Italia - 1986-1987 – 4º in Serie A1, eliminato in semifinale nei play-off scudetto Finalista in Coppa Italia Vince la Coppa CERS (1º titolo) - 1987-1988 – 10º in Serie A1 Eliminato al primo turno di Coppa Italia Finalista in Coppa delle Coppe - 1988-1989 – 5º in Serie A1, eliminato ai quarti di finale dei play-off scudetto Eliminato in semifinale di Coppa Italia - 1989-1990 – 4º in Serie A1, eliminato in semifinale nei play-off scudetto Eliminato agli ottavi di finale di Coppa CERS - 1990-1991 – 4º in Serie A1, eliminato ai quarti di finale dei play-off scudetto Eliminato agli ottavi di finale di Coppa CERS - 1991-1992 – 9º in Serie A1, eliminato al primo turno dei play-off scudetto Eliminato in semifinale di Coppa CERS - 1992-1993 – 2º in Serie A1, finalista nei play-off scudetto Finalista in Coppa Italia - 1993-1994 – 5º in Serie A1, eliminato ai quarti di finale dei play-off scudetto Vince la Coppa delle Coppe (1º titolo) - 1994-1995 – 3º in Serie A1, eliminato in semifinale nei play-off scudetto Finalista in Coppa delle Coppe Finalista in Supercoppa d'Europa - 1995-1996 – 3º in Serie A1, eliminato in semifinale nei play-off scudetto Finalista in Coppa Italia Finalista in Coppa delle Coppe - 1996 – Al termine della stagione sportiva 1995-1996, la FIHP revoca l'affiliazione alla società; la gestione del settore giovanile viene ereditata dal Roller Lodi - 1999 – La fusione tra Sporting 93 e Roller Lodi dà luogo alla rifondazione della squadra giallorossa: la società assume la denominazione di Hockey Amatori Sporting Lodi e prende parte al campionato di Serie A2 - 1999-2000 – 2º nel Girone B di Serie A2, perde i play-off promozione - 2000-2001 – 3º nel Girone B di Serie A2 - 2001-2002 – 3º nel Girone B di Serie A2 - 2002-2003 – 2º in Serie A2, perde i play-out di Serie A1 Eliminato nella fase a gironi di Coppa Italia - 2003-2004 – 4º in Serie A2, vince i play-out di Serie A1. Promosso in Serie A1 - 2004-2005 – 12º in Serie A1, vince i play-out - 2005-2006 – 14º in Serie A1, retrocesso in Serie A2 e successivamente ripescato Eliminato al primo turno di Coppa Italia - 2006-2007 – 9º in Serie A1 6º nella Coppa del mondo per club - 2007-2008 – 7º in Serie A1, eliminato ai quarti di finale dei play-off scudetto Finalista in Coppa Italia - 2008-2009 – 10º in Serie A1 Finalista in Supercoppa italiana Eliminato al primo turno di Coppa CERS - 2009-2010 – 3º in Serie A1, eliminato in semifinale nei play-off scudetto Vince la Coppa di Lega (1º titolo) Eliminato agli ottavi di finale di Coppa CERS - 2010-2011 – 3º in Serie A1, eliminato in semifinale nei play-off scudetto Eliminato nel girone di semifinale della Coppa Italia Eliminato agli ottavi di finale di Coppa CERS - 2011-2012 – 1º in Serie A1, eliminato in semifinale nei play-off scudetto Vince la Coppa Italia (2º titolo) Eliminato ai quarti di finale di Eurolega - 2012-2013 – 3º in Serie A1, eliminato in semifinale nei play-off scudetto Eliminato nel girone di semifinale della Coppa Italia Finalista in Supercoppa italiana Eliminato nella fase a gironi di Eurolega - 2013-2014 – 10º in Serie A1 Eliminato nella fase a gironi di Eurolega - 2014 – La squadra entra a far parte della polisportiva Club Wasken Boys, assumendo la denominazione di Amatori Wasken Lodi - 2014-2015 – 9º in Serie A1 Eliminato ai quarti di finale di Coppa Italia - 2015-2016 – 3º in Serie A1, finalista nei play-off scudetto Vince la Coppa Italia (3º titolo) Eliminato ai quarti di finale di Coppa CERS - 2016-2017 – 2º in Serie A1, vince i play-off scudetto. Campione d'Italia (2º titolo) Eliminato ai quarti di finale di Coppa Italia Vince la Supercoppa italiana (1º titolo) Eliminato ai quarti di finale di Eurolega - 2017-2018 – 1º in Serie A1, vince i play-off scudetto. Campione d'Italia (3º titolo) Eliminato ai quarti di finale di Coppa Italia Finalista in Supercoppa italiana Eliminato nella fase a gironi di Eurolega - 2018-2019 – 1º in Serie A1, eliminato in semifinale nei play-off scudetto Eliminato ai quarti di finale di Coppa Italia Vince la Supercoppa italiana (2º titolo) Eliminato ai quarti di finale di Eurolega - 2019-2020 – 1º in Serie A1 Qualificato ai quarti di finale di Coppa Italia Qualificato ai quarti di finale di Eurolega Stagione interrotta a causa della pandemia di COVID-19 - 2020-2021 – 2º in Serie A1, vince i play-off scudetto. Campione d'Italia (4º titolo) Vince la Coppa Italia (4º titolo) - 2021-2022 – 2º in Serie A1, finalista nei play-off scudetto Eliminato in semifinale di Coppa Italia Finalista in Supercoppa italiana Eliminato nella fase a gironi di Eurolega - 2022-2023 – 2º in Serie A1, eliminato in semifinale nei play-off scudetto Finalista in Coppa Italia Eliminato nella fase a gironi di WSE Champions League - 2023-2024 – 5º in Serie A1, eliminato in semifinale nei play-off scudetto Eliminato in semifinale di Coppa Italia Eliminato ai quarti di finale di WSE Champions League - 2024-2025 – 3º in Serie A1, finalista nei play-off scudetto Finalista di Coppa Italia |

## Colori e simboli

La bandiera di Lodi, adottata anche dai tifosi dell'Amatori come vessillo, riproduce la blasonatura dello scudo araldico municipale (croce rossa in campo giallo)

### Colori
Sin dalla sua fondazione, l'Amatori Lodi è contraddistinto dai colori dello stemma cittadino, vale a dire il giallo e il rosso. La canonica divisa di gioco è composta da una maglia a strisce verticali giallorosse di uguale larghezza, abbinata a calzoncini e calzettoni rossi o bianchi. La tenuta di riserva – che nell'hockey su pista viene spesso impiegata nelle partite casalinghe, in segno di ospitalità nei confronti degli avversari – prevede di norma una casacca bianca caratterizzata da una banda verticale giallorossa o da altri elementi che richiamano i colori sociali; occasionalmente i giocatori lodigiani hanno indossato uniformi di altre tinte (grigio ardesia, blu reale o nero con ampi inserti giallorossi).

### Stemma
L'emblema dell'Amatori Hockey Lodi – in uso dal 1965 al 1996 – era un monogramma formato dalle iniziali della denominazione societaria, inscritte in un cerchio di colore nero con bordo bianco. Le lettere «A» e «H» erano rispettivamente rossa e gialla, mentre la «L» – che completava inoltre il nome della città di Lodi, riportato in basso a destra in caratteri bianchi – era stilizzata come un bastone da hockey su pista, anch'esso bianco.
Nel 1999 – contestualmente alla rifondazione del sodalizio sportivo – fu creato un nuovo logo, che ritraeva una formica giallorossa con sembianze antropomorfe ed equipaggiamento hockeistico; la dicitura «1993» presente nella parte inferiore dello stemma si riferiva all'anno di costituzione dello Sporting 93, una delle due associazioni cittadine che contribuirono alla rinascita dell'Amatori.
Dal 2014 l'emblema del club consiste in uno scudo pentagonale suddiviso in due sezioni lungo una delle diagonali: a sinistra è raffigurata la silhouette di un giocatore di hockey su uno sfondo a strisce verticali giallorosse, mentre a destra si trova il Torrione del Castello Visconteo, uno dei simboli più rappresentativi della città, sulla sommità del quale sventola la bandiera di Lodi. In basso, un cartiglio nero con profili rossi reca il nome della società in caratteri tondi di colore giallo.

Lo stemma in uso sino al 1996
L'emblema dell'Amatori Hockey Lodi sulla maglia di Osvaldo Gonella
Il logo adottato dal 1999 al 2014

### Inno
Il sodalizio dispone di un inno ufficiale, intitolato Due colori, che dal 2005 viene diffuso al PalaCastellotti in occasione di tutte le gare casalinghe della prima squadra, nel momento in cui la formazione giallorossa entra in pista: il brano, ispirato a uno dei cori da stadio più popolari fra la tifoseria, è interpretato e arrangiato dal gruppo pop rock/hard rock/rock progressivo Asfodelo Band, originario della città di Lodi. La musica è stata composta dal bassista Rodolfo Oliva, mentre il testo è opera del cantante Andrea Oppizi; gli altri membri stabili del complesso sono i chitarristi Roberto Placenti e Simone Prestini.

## Strutture
Il primo campo da gioco e da allenamento dell'Amatori Lodi fu la pista da pattinaggio all'aperto del quartiere Revellino, situata in prossimità della riva sinistra dell'Adda, all'interno di un piccolo centro sportivo che comprendeva anche una piscina. Dal momento che le competizioni rotellistiche si svolgevano esclusivamente fra la primavera e l'estate, nei mesi più freddi la superficie piastrellata del terreno di gioco veniva ricoperta da uno strato di lolla di riso, allo scopo di proteggerla dal gelo e dalle intemperie. L'impianto, che era stato realizzato agli inizi degli anni cinquanta con il contributo della Banca Popolare di Lodi, fu convertito in arena coperta nel 1968, assumendo la denominazione di PalaRiboni; i suoi spalti potevano accogliere approssimativamente 2 000 persone.
Nel 1986 fu intrapresa la costruzione di un nuovo palazzetto, posto in località Faustina al pari di altre strutture sportive; l'impianto – intitolato al pilota automobilistico lodigiano Eugenio Castellotti, vincitore della Mille Miglia del 1956 con la Ferrari – fu formalmente inaugurato nel febbraio del 1989, in occasione di un incontro amichevole di hockey su pista fra le nazionali di Italia e Germania Ovest. Il PalaCastellotti è dotato di una pavimentazione in parquet e dispone di una capienza massima di circa 3 000 spettatori.

## Società

### Organigramma
Dati aggiornati alla stagione 2023-2024, tratti dal sito internet ufficiale della Federazione Italiana Sport Rotellistici.
- Presidente: Gianni Blanchetti
- Direttore generale: Federico Mazzola
- Direttore sportivo: Danilo Campolungo
- Segretario: Giuseppe Colombo
- Addetto stampa: Massimo Stella

### Elenco cronologico dei presidenti
- 1965-1971: Luigi Oliva[13]
- 1971-1979: Aurelio Gasparini[13]
- 1979-1989: Gianni Carminati[25]
- 1989-1996: Mazzuccato[42]
- 1999-2014: Fulvio D'Attanasio[4]
- 2014-2019: Roberto Citterio[101]
- dal 2019: Gianni Blanchetti[131]

## Tifoseria

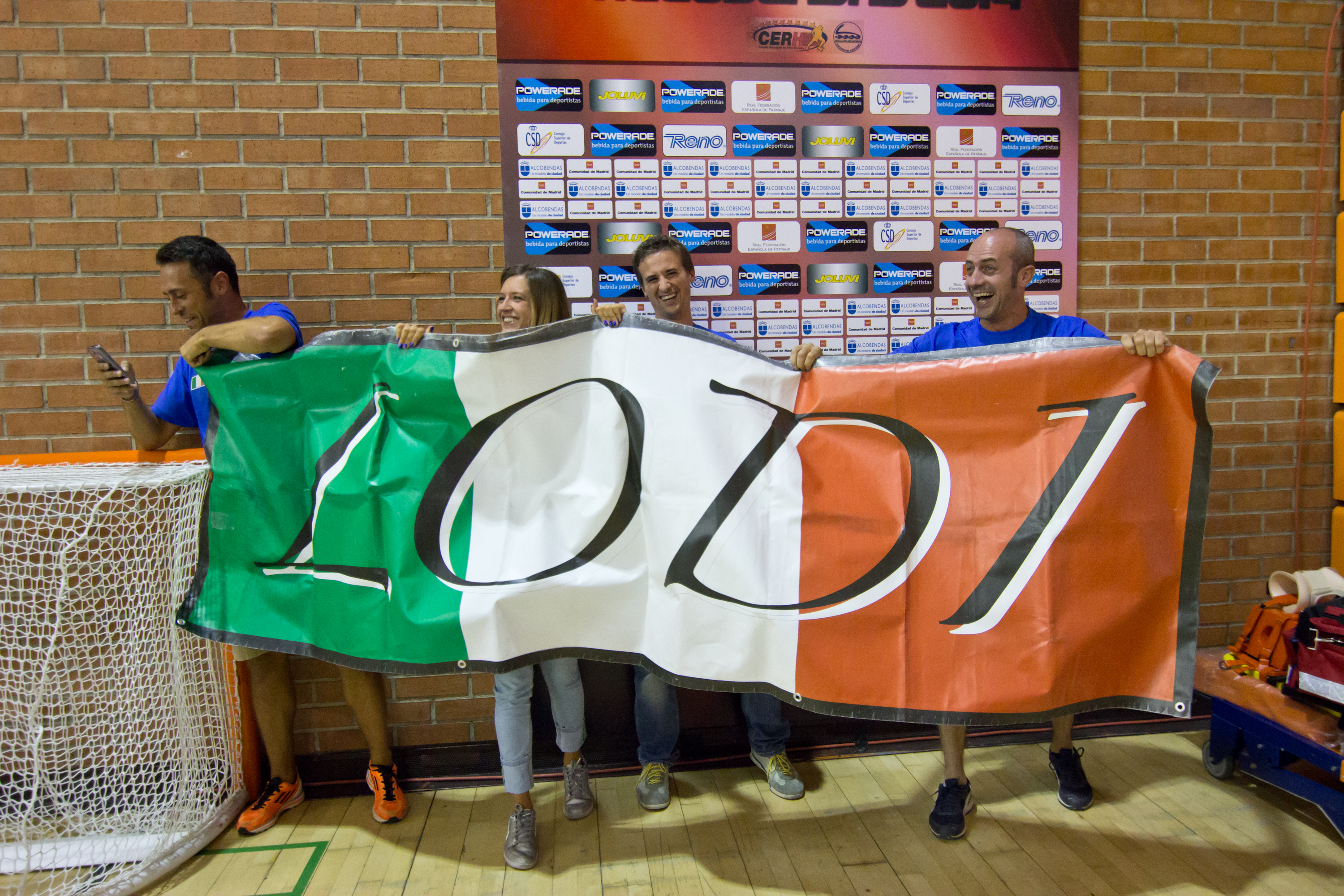
Alcuni tifosi lodigiani al seguito della nazionale italiana

A dispetto della diffusione piuttosto modesta di cui l'hockey su pista gode a livello nazionale, l'Amatori Lodi è seguito con costanza da una tifoseria calda e appassionata, annoverata fra le più numerose in Europa nel contesto degli sport rotellistici.
Un nutrito gruppo di simpatizzanti cominciò a interessarsi alle vicende della squadra nel 1976, allorché il presidente Aurelio Gasparini ingaggiò l'esperto attaccante portoghese António Livramento, considerato uno dei giocatori più noti e talentuosi di tutti i tempi: l'arrivo dell'atleta lusitano, oltre a giovare al rendimento della formazione giallorossa, fu determinante nel rendere l'hockey su pista la disciplina agonistica più popolare in città. Alla fine degli anni settanta fu stretto un gemellaggio con i sostenitori del Bassano, mentre esistono accese rivalità con il CGC Viareggio, il Novara e il Valdagno.
Il settore del PalaCastellotti in cui abitualmente prendono posto i tifosi più calorosi è intitolato alla memoria del dirigente Severino Bianchetti, morto nel maggio del 2001 per un malore occorso durante una trasferta; molti lodigiani appoggiano attivamente anche la nazionale italiana, viaggiando al seguito della selezione azzurra in occasione dei campionati europei e mondiali. Nel 2011, allo scopo di rendere omaggio all'affezione della cittadinanza per l'hockey, l'amministrazione comunale e la società giallorossa promossero la realizzazione di una statua bronzea raffigurante un giocatore nell'atto di eseguire un tiro o un passaggio; l'opera, creata dall'artista lombardo Hervé Barbieri, fu collocata nel piazzale della stazione ferroviaria.

## Palmarès

### Competizioni nazionali

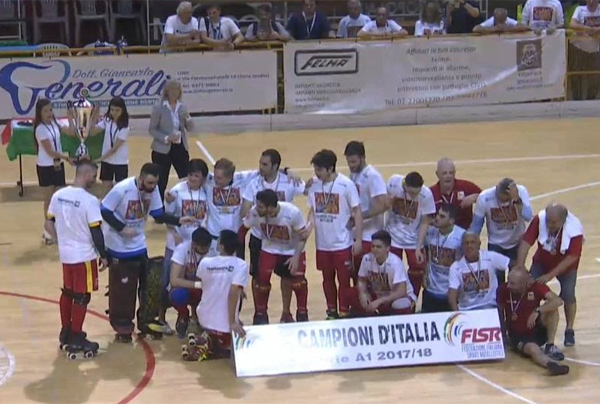
La squadra giallorossa festeggia la conquista del terzo scudetto (2017-2018)

11 trofei
- Campionato italiano: 4

1980-1981, 2016-2017, 2017-2018, 2020-2021
- Coppa Italia: 4

1978, 2011-2012, 2015-2016, 2020-2021
- Supercoppa italiana: 2

2016, 2018
- Coppa di Lega: 1

2009-2010

### Competizioni internazionali
2 trofei
- Coppa delle Coppe: 1

1993-1994
- Coppa CERS/WSE: 1

1986-1987

## Statistiche

### Partecipazioni ai campionati
| Livello | Categoria | Partecipazioni | Debutto   | Ultima stagione | Totale |
| ------- | --------- | -------------- | --------- | --------------- | ------ |
| 1º      | Serie A   | 14             | 1970      | 1982-1983       | 49     |
| 1º      | Serie A1  | 35             | 1983-1984 | 2025-2026       | 49     |
| 2º      | Serie B   | 1              | 1969      | 1969            | 6      |
| 2º      | Serie A2  | 5              | 1999-2000 | 2003-2004       | 6      |
| 3º      | Serie C   | 4              | 1965      | 1968            | 4      |

### Statistiche relative alle competizioni internazionali

#### Partecipazioni alle coppe europee
| Competizione                                     | Partecipazioni | Debutto   | Ultima stagione | Miglior risultato       |
| ------------------------------------------------ | -------------- | --------- | --------------- | ----------------------- |
| Coppa dei Campioni Eurolega WSE Champions League | 11             | 1981-1982 | 2023-2024       | Finalista nel 1981-1982 |
| Coppa delle Coppe                                | 5              | 1978-1979 | 1995-1996       | Campione nel 1993-1994  |
| Coppa CERS                                       | 11             | 1980-1981 | 2015-2016       | Campione nel 1986-1987  |
| Supercoppa d'Europa                              | 1              | 1994-1995 | 1994-1995       | Finalista nel 1994-1995 |

#### Bilancio degli incontri nelle coppe europee
Dati aggiornati all'8 febbraio 2024.
| Competizione                                     | Partite | Partite  | Partite | Partite   | Reti  | Reti   |
| Competizione                                     | Giocate | Vittorie | Pareggi | Sconfitte | Fatte | Subite |
| ------------------------------------------------ | ------- | -------- | ------- | --------- | ----- | ------ |
| Coppa dei Campioni Eurolega WSE Champions League | 74      | 27       | 11      | 36        | 265   | 260    |
| Coppa delle Coppe                                | 28      | 17       | 3       | 8         | 142   | 94     |
| Coppa CERS                                       | 42      | 24       | 4       | 14        | 210   | 178    |
| Supercoppa d'Europa                              | 2       | 0        | 1       | 1         | 1     | 6      |
| Totale                                           | 146     | 68       | 19      | 59        | 618   | 538    |

## Organico

### Giocatori
Dati aggiornati alla stagione 2023-2024, tratti dal sito internet ufficiale della Federazione Italiana Sport Rotellistici.
| N° | Naz.                  | Ruolo | Sportivo            |  |  |  |
| -- | --------------------- | ----- | ------------------- |  |  |  |
| 4  | Italia (bandiera)     | E     | Lorenzo Giovannetti |  |  |  |
| 5  | Italia (bandiera)     | E     | Alessandro Faccin   |  |  |  |
| 7  | Spagna (bandiera)     | E     | Pablo Nájera        |  |  |  |
| 9  | Portogallo (bandiera) | E     | Filipe Fernandes    |  |  |  |
| 12 | Argentina (bandiera)  | P     | Valentín Grimalt    |  |  |  |
| 44 | Italia (bandiera)     | E     | Davide Nadini       |  |  |  |
| 49 | Italia (bandiera)     | P     | Riccardo Porchera   |  |  |  |
| 54 | Italia (bandiera)     | E     | Andrea Fantozzi     |  |  |  |
| 63 | Italia (bandiera)     | E     | Morgan Antonioni    |  |  |  |
| 68 | Italia (bandiera)     | E     | Liam Bozzetto       |  |  |  |

### Staff tecnico
- Allenatore:  Pierluigi Bresciani
- Allenatore in seconda:  Dario Audia
- Preparatore atletico:  Gabriele Ganini
- Meccanico:  Claudio Vailati

## Settore giovanile
A livello giovanile, l'Amatori Lodi ha conquistato uno scudetto nella categoria «promesse» (negli anni settanta), uno scudetto «juniores» (1990-1991), quattro titoli nazionali nella categoria «allievi» (nelle stagioni 1988-1989, 1996-1997, 1999-2000 e 2000-2001) e una Coppa Italia Under-20 (nel 2017-2018).

### Annotazioni
1. ↑  Dal 2014 la denominazione ufficiale della squadra è esattamente «Amatori Wasken Lodi», come riportato nel sito internet istituzionale della FISR e nelle varie edizioni della Guida ai campionati edita dalla Lega Nazionale Hockey (v. Guida ai campionati 2015-2016, p. 34).
2. ↑  Con la denominazione di «Associazione Sportiva Roller Lodi».

### Fonti
1. 1 2 3  Negri e Blanchetti, Amatori tricolore 2, p. 124.
2. 1 2 3  Pezzini, voce «vàsco».
3. 1 2 3 4   Santi Urso, Benvenuti a Lodi, la capitale dell'hockey, in Corriere della Sera, 10 dicembre 2010,  p. 15. URL consultato il 23 dicembre 2018 (archiviato dall'url originale il 3 ottobre 2015).
4. 1 2 3 4 5   Stefano Blanchetti, Dal Roller alla Coppa Campioni, in Il Cittadino, 19 novembre 2011,  p. 66.
5. 1 2 3 4 5 6 7 8 9   Amatori Lodi: la storia, in Il Cittadino – Speciale Eurolega, 24 maggio 2012,  p. 7.
6. 1 2 3 4 5 6 7 8 9 10  Negri e Blanchetti, Amatori tricolore 2, p. 126.
7. 1 2  Lombardo, p. 406.
8. 1 2  Negri e Blanchetti, Amatori tricolore 2, pp. 4-107.
9. 1 2   Aldo Negri, Illuzzi-Verona-Malagoli: l'Amatori cala il tris giusto e si prende il primo trofeo, in Il Cittadino, 1º ottobre 2018,  p. 30.
10. ↑   Mario Raimondi, Aldinho spegne 50 candeline, in Il Cittadino, 16 giugno 2012,  p. 60.
11. ↑  Negri e Blanchetti, Amatori tricolore 2, pp. 108-111.
12. 1 2 3 4 5   Stefano Blanchetti, Fenomeno Livramento, quando l'hockey a Lodi diventò sport di massa, in Il Cittadino, 14 agosto 2009,  p. 30.
13. 1 2 3 4 5 6 7 8 9 10 11 12 13 14 15 16 17 18 19 20 21 22 23 24 25 26 27 28 29   La storia dell'hockey a Lodi, in Il Cittadino – Speciale Eurolega, 24 maggio 2012,  p. 15.
14. ↑  Negri e Blanchetti, Amatori tricolore 2, pp. 112-113.
15. 1 2 3  Negri e Blanchetti, Amatori tricolore 2, pp. 120-123.
16. 1 2  Negri e Blanchetti, Amatori tricolore 2, p. 125.
17. 1 2  Guida ai campionati 2015-2016, p. 28.
18. ↑  Negri e Blanchetti, Amatori tricolore 2, pp. 100-101.
19. 1 2   Marco Opizzi, L'Hockey Lodi, la "rivalità" con il Novara e quella coppa assegnata per... pioggia, in Il Cittadino, 21 novembre 2011.
20. ↑  Negri e Blanchetti, Amatori tricolore 2, p. 118.
21. 1 2 3  Negri e Blanchetti, Amatori tricolore 2, p. 112.
22. 1 2  Negri e Blanchetti, Amatori tricolore 2, p. 109.
23. 1 2  Negri e Blanchetti, Amatori tricolore 2, p. 106.
24. ↑  (EN) European Cup Winners Cup 1978-1979 (PDF), su rinkhockey.net, Rink-Hockey.net Database. URL consultato il 3 dicembre 2018 (archiviato il 10 marzo 2016).
25. 1 2 3  Negri e Blanchetti, Amatori tricolore 2, p. 102.
26. 1 2 3  Negri e Blanchetti, Amatori tricolore 2, p. 103.
27. ↑  Negri e Blanchetti, Amatori tricolore 2, pp. 103-104.
28. ↑  Negri e Blanchetti, Amatori tricolore 2, p. 104.
29. ↑  (EN) CERS Cup 1980-1981 (PDF), su rinkhockey.net, Rink-Hockey.net Database. URL consultato il 3 dicembre 2018 (archiviato il 10 marzo 2016).
30. 1 2  Negri e Blanchetti, Amatori tricolore 2, p. 105.
31. 1 2  (EN) Europe League 1981-1982 (PDF), su rinkhockey.net, Rink-Hockey.net Database. URL consultato il 3 dicembre 2018 (archiviato il 10 marzo 2016).
32. 1 2 3  Virdi, vol. 1, pp. 2-12.
33. ↑  Virdi, vol. 1, pp. 13-46.
34. ↑  Negri e Blanchetti, Amatori tricolore 2, pp. 115-116.
35. ↑  Virdi, vol. 1, p. 47.
36. ↑  (EN) CERS Cup 1986-1987 (PDF), su rinkhockey.net, Rink-Hockey.net Database. URL consultato il 3 dicembre 2018 (archiviato il 29 giugno 2016).
37. ↑  Negri e Blanchetti, Amatori tricolore 2, pp. 106-107.
38. ↑  (EN) European Cup Winners Cup 1987-1988 (PDF), su rinkhockey.net, Rink-Hockey.net Database. URL consultato il 3 dicembre 2018 (archiviato dall'url originale il 1º luglio 2016).
39. ↑  Virdi, vol. 1, pp. 57-77.
40. ↑  Virdi, vol. 1, pp. 78-92.
41. 1 2 3 4  Negri e Blanchetti, Amatori tricolore 2, p. 110.
42. 1 2 3  Negri e Blanchetti, Amatori tricolore 2, p. 116.
43. ↑  Virdi, vol. 1, pp. 93-104.
44. ↑  (EN) CERS Cup 1989-1990 (PDF), su rinkhockey.net, Rink-Hockey.net Database. URL consultato il 3 dicembre 2018 (archiviato il 3 agosto 2016).
45. 1 2  Virdi, vol. 1, pp. 105-124.
46. ↑  (EN) CERS Cup 1990-1991 (PDF), su rinkhockey.net, Rink-Hockey.net Database. URL consultato il 3 dicembre 2018 (archiviato il 3 agosto 2016).
47. ↑  Virdi, vol. 1, pp. 125-144.
48. ↑  (EN) CERS Cup 1991-1992 (PDF), su rinkhockey.net, Rink-Hockey.net Database. URL consultato il 3 dicembre 2018 (archiviato il 4 agosto 2016).
49. ↑  Negri e Blanchetti, Amatori tricolore 2, pp. 116-117.
50. 1 2  Virdi, vol. 1, pp. 145-168.
51. ↑  Virdi, vol. 1, pp. 169-184.
52. 1 2 3  (EN) European Cup Winners Cup 1993-1994 (PDF), su rinkhockey.net, Rink-Hockey.net Database. URL consultato il 3 dicembre 2018 (archiviato dall'url originale il 7 agosto 2016).
53. 1 2 3 4 5  Negri e Blanchetti, Amatori tricolore 2, p. 107.
54. ↑  (EN) Europe Super Cup 1994, su rinkhockey.net, Rink-Hockey.net Database. URL consultato il 3 dicembre 2018 (archiviato il 7 agosto 2016).
55. ↑  Virdi, vol. 1, pp. 185-208.
56. ↑  (EN) European Cup Winners Cup 1994-1995 (PDF), su rinkhockey.net, Rink-Hockey.net Database. URL consultato il 3 dicembre 2018 (archiviato dall'url originale il 13 agosto 2016).
57. ↑  (EN) European Cup Winners Cup 1995-1996 (PDF), su rinkhockey.net, Rink-Hockey.net Database. URL consultato il 3 dicembre 2018 (archiviato dall'url originale il 13 agosto 2016).
58. ↑  Virdi, vol. 1, pp. 209-231.
59. ↑   Diego Scotti, Il lungo tramonto dell'hockey: in A1 una sola squadra lombarda, in Corriere della Sera, 17 ottobre 1998,  p. 51. URL consultato il 23 dicembre 2018 (archiviato dall'url originale il 24 ottobre 2015).
60. ↑   Diego Scotti, L'hockey ritorna in serie A, in Corriere della Sera, 3 giugno 1997,  p. 48.
61. 1 2 3 4 5 6 7 8 9 10 11 12  Negri e Blanchetti, Amatori tricolore 2, p. 111.
62. ↑  Virdi, vol. 2, pp. 64-122.
63. 1 2  Gorizia – Amatori Sporting Lodi: note tecniche, Lega Nazionale Hockey, 22 maggio 2004.
64. ↑  Virdi, vol. 2, pp. 123-151.
65. ↑  Negri e Blanchetti, Amatori tricolore 2, p. 119.
66. ↑  Virdi, vol. 2, pp. 152-177.
67. ↑  Lodi si affida ad Andrea Perin per restare in Serie A1 (comunicato stampa), Amatori Sporting Lodi, 8 febbraio 2006.
68. ↑   Stefano Blanchetti, Amatori-Reus: l'unico precedente in Africa, in Il Cittadino, 22 maggio 2012.
69. ↑   Campionato Serie A1 2006-2007, su hockeypista.it, hockeypista.it. URL consultato il 3 dicembre 2018 (archiviato il 13 giugno 2017).
70. 1 2 3  Negri e Blanchetti, Amatori tricolore 2, p. 117.
71. ↑   Campionato Serie A1 2008-2009, su hockeypista.it, hockeypista.it. URL consultato il 3 dicembre 2018 (archiviato il 27 giugno 2017).
72. ↑   Coppa CERS 2008-2009, su hockeypista.it, hockeypista.it. URL consultato il 3 dicembre 2018 (archiviato il 27 giugno 2017).
73. ↑  (EN) Classification for Coppa di Lega, Italy, senior, Men, 2010, su rinkhockey.net, Rink-Hockey.net Database. URL consultato il 3 dicembre 2018 (archiviato il 28 agosto 2017).
74. ↑   Campionato Serie A1 2009-2010, su hockeypista.it, hockeypista.it. URL consultato il 3 dicembre 2018 (archiviato il 27 giugno 2017).
75. ↑   Play-off scudetto 2009-2010, su hockeypista.it, hockeypista.it. URL consultato il 3 dicembre 2018 (archiviato il 27 giugno 2017).
76. ↑   Coppa CERS 2009-2010, su hockeypista.it, hockeypista.it. URL consultato il 3 dicembre 2018 (archiviato il 27 giugno 2017).
77. ↑   Campionato Serie A1 2010-2011, su hockeypista.it, hockeypista.it. URL consultato il 3 dicembre 2018 (archiviato il 29 giugno 2017).
78. ↑   Play-off scudetto 2010-2011, su hockeypista.it, hockeypista.it. URL consultato il 3 dicembre 2018 (archiviato il 29 giugno 2017).
79. ↑   Coppa CERS 2010-2011, su hockeypista.it, hockeypista.it. URL consultato il 3 dicembre 2018 (archiviato il 28 giugno 2017).
80. ↑   Amatori Hockey, Aldo Belli perde la panchina, in Il Giorno, 29 giugno 2011.
81. 1 2   Coppa Italia, Lodi dopo 33 anni, in La Gazzetta dello Sport, 24 novembre 2011,  p. 41.
82. ↑   Aldo Negri, L'Amatori parte col piede giusto: tris di vittorie e vola in semifinale, in Il Cittadino, 10 ottobre 2011.
83. ↑   Aldo Negri, Amatori, è un tris da finale, in Il Cittadino, 17 ottobre 2011.
84. 1 2   Aldo Negri, L'Amatori mette le mani sulla coppa: Antezza e Romero "matano" il Bassano, in Il Cittadino, 26 ottobre 2011,  p. 36.
85. ↑   Finale Coppa Italia, l'andata è di Lodi, in La Gazzetta dello Sport, 26 ottobre 2011,  p. 33.
86. ↑   Trionfo Amatori, la Coppa Italia torna a casa, in Il Giorno, 23 novembre 2011.
87. ↑   Aldo Negri, Lodi in festa con l'Amatori, in Il Cittadino, 23 novembre 2011,  p. 36.
88. ↑   Campionato Serie A1 2011-2012, su hockeypista.it, hockeypista.it. URL consultato il 3 dicembre 2018 (archiviato il 26 aprile 2015).
89. ↑   Play-off scudetto 2011-2012, su hockeypista.it, hockeypista.it. URL consultato il 3 dicembre 2018 (archiviato il 26 aprile 2015).
90. ↑   European Champions League 2011-2012 – Gruppo D, su hockeypista.it, hockeypista.it. URL consultato il 3 dicembre 2018 (archiviato il 5 maggio 2016).
91. ↑   European Champions League 2011-2012 – Final eight, su hockeypista.it, hockeypista.it. URL consultato il 3 dicembre 2018 (archiviato il 4 marzo 2016).
92. ↑   Supercoppa italiana 2012, su hockeypista.it, hockeypista.it. URL consultato il 3 dicembre 2018 (archiviato il 16 settembre 2017).
93. ↑  Negri e Blanchetti, Amatori tricolore 2, p. 31.
94. ↑   Play-off scudetto 2012-2013, su hockeypista.it, hockeypista.it. URL consultato il 3 dicembre 2018 (archiviato l'8 novembre 2017).
95. ↑  Negri e Blanchetti, Amatori tricolore 2, pp. 30-33.
96. ↑   Campionato Serie A1 2013-2014, su hockeypista.it, hockeypista.it. URL consultato il 3 dicembre 2018 (archiviato il 15 maggio 2016).
97. ↑   European Champions League 2012-2013 – Gruppo B, su hockeypista.it, hockeypista.it. URL consultato il 3 dicembre 2018 (archiviato il 6 maggio 2016).
98. ↑   European Champions League 2013-2014 – Gruppo A, su hockeypista.it, hockeypista.it. URL consultato il 3 dicembre 2018 (archiviato il 2 aprile 2018).
99. ↑   È nato l'Amatori Wasken Lodi, in Il Cittadino, 1º agosto 2014. URL consultato il 3 dicembre 2018 (archiviato l'11 febbraio 2015).
100. ↑   L'A.S.D. Wasken Boys rileva dall'A.S.D.H Amatori Sporting Lodi i relativi diritti sportivi, su amatoriwaskenlodi.it, Club Wasken Boys, 22 settembre 2014. URL consultato il 3 dicembre 2018 (archiviato dall'url originale l'11 febbraio 2015).
101. 1 2  Negri e Blanchetti, Amatori tricolore 2, pp. 24-25.
102. ↑   Campionato Serie A1 2014-2015, su hockeypista.it, hockeypista.it. URL consultato il 3 dicembre 2018 (archiviato il 4 marzo 2016).
103. ↑   Paolo Virdi, De Rinaldis, il Sir Ferguson dell'Amatori Lodi: «Porto un carico di umiltà», in La Gazzetta dello Sport – Lombardia, 20 maggio 2015.
104. ↑   Paolo Virdi, «Lodi, fai festa. Questa Coppa è tutta nostra», in La Gazzetta dello Sport – Lombardia, 29 febbraio 2016,  p. 47.
105. ↑   Aldo Negri, L'Amatori è perfetto: la finale con il Bassano è un crescendo tricolore, in Il Cittadino, 29 febbraio 2016,  p. 26.
106. ↑   Campionato Serie A1 2015-2016, su hockeypista.it, hockeypista.it. URL consultato il 3 dicembre 2018 (archiviato l'8 agosto 2016).
107. 1 2   Play-off scudetto 2015-2016, su hockeypista.it, hockeypista.it. URL consultato il 3 dicembre 2018 (archiviato l'8 agosto 2016).
108. ↑   Coppa CERS 2015-2016, su hockeypista.it, hockeypista.it. URL consultato il 3 dicembre 2018 (archiviato l'8 agosto 2016).
109. ↑  Negri e Blanchetti, Amatori tricolore 2, p. 5.
110. ↑  Negri e Blanchetti, Amatori tricolore 2, pp. 88-89.
111. ↑   Paolo Virdi, Colpo al Forte. Lodi conquista la Supercoppa, in La Gazzetta dello Sport, 25 settembre 2016,  p. 39.
112. ↑  Negri e Blanchetti, Amatori tricolore 2, pp. 77-86.
113. ↑  Negri e Blanchetti, Amatori tricolore 2, pp. 92-95.
114. ↑  Negri e Blanchetti, Amatori tricolore 2, pp. 20-23.
115. ↑  Negri e Blanchetti, Amatori tricolore 2, pp. 18-19.
116. ↑  Negri e Blanchetti, Amatori tricolore 2, pp. 4-7.
117. ↑  Negri e Blanchetti, Amatori tricolore 2, pp. 7-9.
118. ↑   Michele Nannini, Lodi, lo scudetto all'ultimo rigore. L'urlo 36 anni dopo, in La Gazzetta dello Sport, 21 giugno 2017,  p. 37.
119. ↑   Aldo Negri, L'urlo di gioia ai rigori trentasei anni dopo: l'Amatori è campione!, in Il Cittadino, 21 giugno 2017,  p. 35.
120. ↑  Negri e Blanchetti, Amatori tricolore 3, pp. 22-23.
121. ↑   Michele Nannini, Hockey pista: Supercoppa al Forte dei Marmi, in La Gazzetta dello Sport, 2 ottobre 2017,  p. 47.
122. ↑  Negri e Blanchetti, Amatori tricolore 3, pp. 50-51.
123. ↑  Negri e Blanchetti, Amatori tricolore 3, pp. 8-9.
124. ↑  Negri e Blanchetti, Amatori tricolore 3, pp. 60-75.
125. ↑   Michele Nannini, Lodi ok in gara-3. Forte battuto 5-3: è festa scudetto, in La Gazzetta dello Sport, 20 maggio 2018,  p. 55.
126. ↑   Aldo Negri, Amatori, bis da sogno: Forte ko all'overtime e lo scudetto in casa è finalmente realtà, in Il Cittadino, 21 maggio 2018,  p. 34.
127. ↑  Negri e Blanchetti, Amatori tricolore 3, p. 12.
128. ↑  Negri e Blanchetti, Amatori tricolore 3, pp. 34-35.
129. ↑   Hockey pista: Supercoppa, in La Gazzetta dello Sport, 30 settembre 2018,  p. 51.
130. ↑   Mario Raimondi, Resende fa i complimenti al Viareggio: «Non era una semifinale fatta per noi», in Il Cittadino, 8 maggio 2019,  p. 33.
131. 1 2   Aldo Negri, Fulmine a ciel sereno al vertice dell'Amatori: da Citterio a Blanchetti, in Il Cittadino, 4 luglio 2019,  p. 36.
132. ↑   Aldo Negri, È la partita perfetta: l'Amatori passa ai quarti ed elimina lo Sporting, in Il Cittadino, 17 febbraio 2020,  p. 27.
133. ↑   Stefano Blanchetti, Primo in A1 e ai quarti di Eurolega: l'Amatori fa il pieno di rimpianti, in Il Cittadino, 20 aprile 2020,  p. 37.
134. 1 2  Negri e Blanchetti, Campioni oltre l'impossibile, pp. 108-115.
135. ↑  Negri e Blanchetti, Campioni oltre l'impossibile, pp. 60-83.
136. ↑   Stefano Blanchetti, Amatori campione d'Italia, in Il Cittadino, 16 giugno 2021,  pp. 34-35.
137. ↑  Negri e Blanchetti, Campioni oltre l'impossibile, pp. 94-97.
138. 1 2   Stefano Blanchetti, È un Amatori da 8 in pagella: ha perso la finale scudetto, ma l'impresa è stata arrivarci, in Il Cittadino, 15 giugno 2022,  p. 43.
139. ↑   Stefano Blanchetti, L'Amatori guarda le finali dell'Eurolega dei rimpianti e pensa alla corsa scudetto, in Il Cittadino, 14 maggio 2022,  p. 65.
140. ↑   Stefano Blanchetti, Stavolta i rigori sono fatali e un Amatori da applausi guarda gioire il Trissino, in Il Cittadino, 20 marzo 2023,  p. 29.
141. ↑   Stefano Blanchetti, L'Amatori ritrova la voglia di festa: «Chiudiamo un'annata positiva», in Il Cittadino, 27 maggio 2023,  p. 45.
142. ↑  Negri e Blanchetti, Amatori tricolore 2, p. 120.
143. ↑  Negri e Blanchetti, Amatori tricolore 2, pp. 61-66.
144. ↑  Negri e Blanchetti, Amatori tricolore 3, pp. 16-21.
145. 1 2  Negri e Blanchetti, Amatori tricolore 2, pp. 116-118 e 123.
146. 1 2  Negri e Blanchetti, Amatori tricolore 2, p. 3.
147. 1 2   Fabrizio Tummolillo, Dall'hockey al centro disabili: sul fiume nascevano le idee, in Il Cittadino, 11 agosto 2006,  p. 12.
148. 1 2   PalaCastellotti, su amatoriwaskenlodi.it, Amatori Wasken Lodi. URL consultato il 3 dicembre 2018 (archiviato il 24 aprile 2018).
149. 1 2   Campionati hockey pista, su hockeypista.fisr.it, Federazione Italiana Sport Rotellistici. URL consultato il 29 agosto 2023 (archiviato il 24 aprile 2019).
150. ↑  Negri e Blanchetti, Amatori tricolore 3, pp. 125-127.
151. ↑  Negri e Blanchetti, Amatori tricolore 2, p. 20.
152. ↑  Negri e Blanchetti, Amatori tricolore 3, p. 79.
153. ↑   Aldo Negri, Lodi ai piedi di un hockeista: una "passione" in una statua, in Il Cittadino, 28 marzo 2011.
154. ↑  Negri e Blanchetti, Amatori tricolore 3, pp. 122-123.